# HMS Paladin (G69)
Pour les autres navires du même nom, voir HMS Paladin.
Le HMS Paladin est un destroyer de classe P en service dans la Royal Navy pendant la Seconde Guerre mondiale.
Le Paladin est mis sur cale aux chantiers navals John Brown & Company de Clydebank le 22 juillet 1940, il est lancé le 11 juin 1941 et mis en service le 12 décembre 1941.

## Historique

### Théâtre extrême-oriental
Aussitôt opérationnel, le destroyer rejoint l'Eastern Fleet de l'amiral Sir James Somerville, appareillant de Greenock le 17 février 1942 pour rejoindre Colombo via le Cap qu'il atteint le 24 mars. Durant le raid japonais sur Ceylan en avril 1942, le Paladin patrouille dans l'océan Indien. Après le naufrage des croiseurs lourds Cornwall et Dorsetshire le 5 avril, le Paladin participa au sauvetage d'environ 1 120 hommes des deux équipages, dont beaucoup étaient dans l'eau pendant 30 heures dans une mer infestée de requins. Dans la première semaine de mai 1942, il prend part à l'opération Ironclad, la capture de Diego Suarez (Madagascar) des forces françaises de Vichy, étant en sentinelle des navires lourds, pour lequel il reçut son premier honneur de bataille.

### Théâtre méditerranéen
En juin 1942, il est parmi les navires de l'Eastern Fleet à rejoindre la Méditerranée pour l'opération Vigorous, une opération de convoyage pour Malte. Dans la nuit du 19 au 20 juillet, le Paladin bombarde les installations maritimes et portuaires à Marsa Matruh en compagnie de deux croiseurs et quatre destroyers. À l'aube du 14 septembre, il bombarde avec succès la gare et le village de Daba (à environ 180 km à l'ouest d'Alexandrie) en compagnie de quatre autres destroyers et du croiseur Dido.
Le Paladin participe également à d'autres opérations en Méditerranée, dont l'approvisionnement de Malte depuis l'Égypte après la fin du blocus de l'île en novembre. Le 17 février 1943, il coule le submersible allemand U-205 au nord-ouest de Derna, avec l'aide d'un Bristol Blenheim de l'armée de l'air sud-africaine. Au moment de l'attaque, le destroyer escortait un convoi de Tripoli.
Sous les ordres du commandant Basil Jones, les Pakenham et Paladin engagèrent dans la nuit du 16 avril les torpilleurs italiens Cigno et Cassiopea, escortant un convoi composé du navire de transport Belluno et du torpilleur Tifone, transportant du carburant d'aviation pour Bizerte. Afin d'éviter tout contact, les navires Belluno et Tifone changèrent de cap pendant que l'escorte avancée fit face aux destroyers britanniques. Au cours de l'action qui s'ensuivit, le Cigno fut neutralisé par des coups de feu, puis torpillé et coulé tandis que le Cassiopea fut gravement endommagé. Le Pakenham fut touché par des tirs d'obus à six reprises, tuant dix membres d'équipage et neutralisant ses moteurs et une chaudière ; le Paladin tenta alors de le remorquer jusqu'à Malte. Mais au matin, en raison de la menace d'attaques aériennes ennemies, le Paladin embarqua son équipage et le saborda avec une torpille au sud-ouest de la Sicile.
Dans la nuit du 29 au 30 avril, les Paladin et Nubian ratissent la côte sud de la Sicile et coulent un navire marchand de 2 000 tonnes escorté par des E-boote. Dans la nuit du 3 au 4 mai, les Paladin, Nubian et Petard coulent le torpilleur italien Perseo et le grand navire marchand qu'il escortait, transportant des bombes, des mines terrestres et des véhicules à moteur. Au crépuscule du 8 mai, les Paladin, Jervis et Nubian bombardent Kélibia, le point le plus oriental de la péninsule du cap Bon. Ce bombardement fut répété à l'aube du lendemain.
À compter du 1er juin 1943, le Paladin fit partie des navires bombardant Pantelleria, avant l'assaut principal de cette île le 11 juin.
Le Paladin participe à l'opération Husky (débarquements en Sicile) le 10 juillet 1943, prenant part ensuite à diverses autres opérations au large des côtes italiennes, dont le bombardement de Vibo Valentia dans la nuit du 13 au 14 août.
En septembre 1943, il participe à des opérations liées à l'invasion du continent italien et aux débarquements à Salerne (opération Avalanche). Le lendemain du débarquement, le 10 septembre, le vice-amiral Arthur Power transfère temporairement son drapeau de guerre sur le Paladin (ultérieurement sur le cuirassé Howe). En novembre, soutenant la 5e armée opérant sur la côte ouest de l'Italie, le Paladin fait partie des navires qui bombardent la région de Minturno, dans le golfe de Gaète. Il fournira un appui-feu plus prononcé au même endroit dans la nuit du 1er décembre.

### Retour en Extrême-Orient
En janvier 1944, il retourne dans l'Eastern Fleet, arrivant à Trinquemalay le 28 janvier, avant d'escorter les cuirassés Queen Elizabeth, Valiant et le porte-avions Illustrious.
Le 12 février 1944, il fait partie de l'escorte accompagnant le convoi de troupes KR-8 de Kilindini à Ceylan. Lors de l'opération de convoyage en compagnie du Petard, il coule au cours d'une contre-attaque le sous-marin japonais I-27 après avoir coulé de deux torpilles le cargo Khedive Ismail au sud de l'atoll Addu (1 297 morts). Cependant, le Paladin est endommagé à la suite du naufrage, ayant un trou de 6,1 m de long et de 0,61 m de large causé par l'éperonnage. L'équipage parvient à le maintenir à flot avant son échouage sur une île de l'atoll Addu.
Hors service pendant cinq mois, il est réparé à Simon's Town en Afrique du Sud qu'il atteint le 22 mars 1944. Le destroyer appareille finalement de Durban le 29 juillet, reprenant ses fonctions d'escorte dans l'océan Indien, via Diego Suarez, Madagascar et Dar es Salam.
En janvier 1945, il rejoint la Task Force 65 pour le débarquement de Royal Marines sur l'île de Cheduba le 26 janvier, pendant la campagne de Birmanie. En février, il participe aux opérations sur la côte birmane, comprenant notamment la prise de Ramree. Opérant dans la zone, il neutralise en compagnie du Pathfinder 450 hommes des forces terrestres japonaises tentant de s'échapper par radeau. Les deux sisters-ship sont attaqués par deux avions japonais le 11 février 1945. Le Paladin subit des dommages sur le pont, au mât et au quartier de l'équipage tandis d'une bombe endommage gravement le Pathfinder.
En avril et mai 1945, il est présent lors de la prise de Rangoon, où un débarquement est effectué le 2 mai. Le 10 mai, lorsque le croiseur japonais Haguro est localisé dans le détroit de Malacca, le Paladin fut parmi les navires quittant Trinquemalay pour prendre part la traque du croiseur, qui sera finalement coulé par d'autres destroyers le 16 mai. En juin, le Paladin participa à des opérations de déminage dans le chenal Nicobar.
Dans la dernière semaine de juillet, le Paladin participe à l'opération Livery, une mission de déminage près de l'île de Phuket et de la péninsule malaise, ainsi que le bombardement des cibles appropriées. Un peloton de membres d'équipage fut envoyé à terre afin d'aider à maintenir l'ordre et d'empêcher les pillages à George Town après le retrait des Japonais.
À la fin d'août, après la reddition japonaise, le Paladin fait partie de la force ancrée à Penang, occupée le 3 septembre 1945 par les Royal Marines.
Le destroyer appareille des Indes orientales en octobre, arrivant à Portsmouth en novembre 1945 avant sa mise en réserve.

### Après-guerre

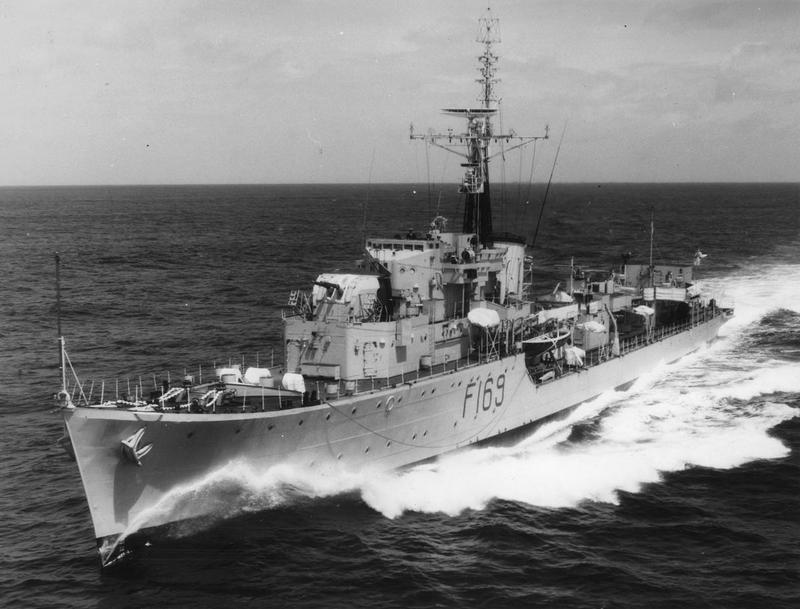
Le Paladin le 18 juillet 1958 après sa conversion en frégate de Type 16.

En 1954, il est convertie en frégate anti-sous-marine rapide de type 16 (en). Le nouveau pennant number F169 lui est attribué. Deux canons doubles Mk XVI de 102 mm guidés par un directeur tachymétrique simple ont remplacé ses cinq canons Mk V principaux de 102 mm. Un radar de recherche de surface / air de type 293 est installé, les charges de profondeur sont remplacées par des mortiers ASM doubles Squid Mk III. L’artillerie 40 mm Bofors Mk 5 et Mk 9 AA ont remplacé l'ajustement antiaérien original du vaisseau.
Lorsque la reine Élisabeth II et le duc d'Édimbourg Philip Mountbatten firent une visite d'État aux Pays-Bas dans le yacht royal Britannia en mars 1958, le Paladin fut l'une des escortes pour l'arrivée du navire à Amsterdam. En mai de la même année, le Paladin tira une salve de 21 coups de canon lorsqu'il assuma (en compagnie de deux autres frégates) les fonctions d'escorte du destroyer français Jauréguiberry, opérant en dehors des eaux territoriales françaises.
Retiré du service en 1961, il est vendu à la société British Iron & Steel Corporation le 22 octobre 1962 puis démantelé.

## Honneurs de bataille
Le Paladin a reçu les Honneurs de bataille suivants: « Diego Suarez 1942 », « Méditerranée 1943 », « Sicile 1943 » et « Birmanie 1944-45 ».

## Commandement
- Commander Anthony Follett Pugsley du 25 septembre 1941 au 4 janvier 1943.
- Lieutenant commander Lawrence St George Rich du 4 janvier 1943 au 14 juillet 1943.
- Lieutenant Edward Anthony Savile Bailey du 14 juillet 1943 à juin 1944.
- Lieutenant commander Michael Charles Morris de juin 1944 au 1er février 1945.
- Lieutenant Rodney John Rowley Cundall du 1er février 1945 au 24 avril 1945
- Lieutenant Henry Reynardson Hewlett du 24 avril 1945 à la fin 1945.